# Aegires petalis
Aegires petalis är en snäckart som beskrevs av Fahey och Terrence M. Gosliner 2004. Aegires petalis ingår i släktet Aegires och familjen Aegiridae. Inga underarter finns listade i Catalogue of Life.